# BIC Tizon Dife
BIC Tizon Dife, de son vrai nom, Roosevelt Saillant, est un auteur-compositeur, rappeur-slameur et chanteur haïtien, né le 23 avril 1975.

## Biographie

### Parcours dans la musique
Roosevelt Saillant a fait son entrée dans l'industrie musicale haïtienne en 2000 avec le groupe Flex. Dans la foulée, il a co-fondé avec John Mogène, le groupe BIC : Brain-Intelligence-Creativity. À partir de 2010, il entame une carrière solo et garde le nom BIC.
Depuis son début de carrière, il compte huit albums dans sa discographie.
Ses prestations ne se limitent pas aux frontières d'Haiti. En effet, il se produit régulièrement sur des scènes en Amérique du Nord et en Europe. Dans la même veine, en 2019 il a été reçu en résidence au Massachusetts Institute of Technology (MIT) où il a, entre autres, co-animé des ateliers sur les outils de narration numérique, la musique, la danse et la poésie,.

### Engagements
BIC Tizon Dife a la réputation d'un artiste engagé. Il agit en tant qu'Ambassadeur de bonne volonté auprès de divers organismes dont la Fédération Haïtienne de Basket Ball, depuis 2006; le SPEDH (Support Social pour les Enfants Démunis d’Haïti) et le CERFAS (Centre de Recherche, de Réflexion, de Formation et d’Action Sociale) depuis 2010, sans omettre la Francophonie en Haïti, depuis 2012. Aussi, en mai 2021, il a été nommé, à côté de Jean Jean Roosevelt, Ambassadeur de bonne volonté de l’UNICEF, pour une durée de deux ans. Par ailleurs, depuis octobre 2017, Handicap International l'a officiellement désigné comme Ambassadeur dans le cadre de la campagne de sensibilisation à la sécurité routière,.

### Prix
2014 : Lauréat du programme Visas pour la création de l’Institut français.

## Discographie

### Albums
- 2005 : Wow (Flex)
- 2008 : Plus loin (Flex)
- 2010 : Kreyòl chante, Kreyòl konprann – vol. 1
- 2012 : Kreyòl chante, Kreyòl konprann – vol. 2
- 2016 : VOKABI–LARI
- 2017 : Rècto-Vèso
- 2019 : BICsyonè
- 2023 : Été en Hiver